# کامران رسول‌زاده
کامران رسول‌زاده شاعر، خواننده موسیقی پاپ، ترانه‌سرا و نمایشنامه نویس و دراماتوژ و نویسنده، مستندساز و کارگردان اهل ایران است.

## آلبوم‌ها
| سال  | نام آلبوم             | ناشر(ها)  | توضیحات |
| ---- | --------------------- | --------- | ------- |
| ۱۳۸۷ | بی سرانجام            | پیغام سحر |         |
| ۱۳۸۸ | واژه‌های بی‌قرار        |           |         |
| ۱۳۹۱ | بی سرانجام (بازخوانی) |           |         |
| ۱۳۹۴ | دستای نامحرم          | اکسیرنوین |         |

## ترانه‌شناسی
| نام خواننده | نام ترانه  | ترانه‌سرا        | آهنگساز         | تنظیم      |
| ----------- | ---------- | --------------- | --------------- | ---------- |
| مهرنوش      | چشمات      | کامران رسول‌زاده | کامران رسول‌زاده | جمال خدامی |
| مهرنوش      | قدم قدم    | کامران رسول‌زاده | کامران رسول‌زاده | جمال خدامی |
| مهرنوش      | کم میارمت  | کامران رسول‌زاده | کامران رسول‌زاده | جمال خدامی |
| مهرنوش      | باور       | کامران رسول‌زاده | کامران رسول‌زاده | جمال خدامی |
| مهرنوش      | نرو        | کامران رسول‌زاده | کامران رسول‌زاده | جمال خدامی |
| مهرنوش      | کمک نمی‌کنه | کامران رسول‌زاده | کامران رسول‌زاده | جمال خدامی |
| مهرنوش      | زن زمستون  | کامران رسول‌زاده | کامران رسول‌زاده | جمال خدامی |
| مهرنوش      | بی تو      | کامران رسول‌زاده | کامران رسول‌زاده | جمال خدامی |
| مهرنوش      | هادین ترک  | کامران رسول‌زاده | کامران رسول‌زاده | جمال خدامی |

## آثار ادبی
کامران رسول‌زاده تاکنون پنج مجموعه شعر به نام‌های «فکر کنم باران دیشب مرا شسته، امروز تو ام…»، «کوتاه بیا! عمرم به نیامدنت قد نمی‌دهد…»، «دستورهای زبانی یک دیکتاتور عاشق»، «مردماهی» و «نیستی و دوستت دارم، بی تو رفتارهام دچار توگانگی اند» را منتشر کرده است. همچنین نمایشنامه‌ای «زَنمَرد» به سه زبان فارسی، انگلیسی و تُرکی اثر دیگر کامران رسول‌زاده است که توسط انتشارات مروارید منتشر و روانه بازار شده است.

### مجموعه اشعار
| سال  | نام آلبوم                                                        | ناشر(ها)         | توضیحات |
| ---- | ---------------------------------------------------------------- | ---------------- | ------- |
| ۱۳۹۱ | فکر کنم باران دیشب مرا شسته/امروز «تو» ام                        | انتشارات مروارید |         |
| ۱۳۹۲ | کوتاه بیا/عمرم به نیامدنت قد نمی‌دهد                              | انتشارات مروارید |         |
| ۱۳۹۳ | دستورهای زبانی یک دیکتاتور عاشق                                  | انتشارات مروارید |         |
| ۱۳۹۳ | مردماهی                                                          | نشر نیماژ        |         |
| ۱۳۹۴ | مجموعه شعر "دستم را باز بگذارید می‌خواهم بنویسم آغوش"             |                  |         |
| ۱۳۹۳ | نمایشنامه "زنمرد"                                                |                  |         |
| ۱۳۹۶ | مجموعه شعر "نیستی و دوستت دارم رفتارهام بی تو دچار "تو"گانگی اند |                  |         |

## کنسرت‌ها
کامران رسول زاده کنسرت‌های بسیاری در ایران برگزار کرده است یکی از مهم‌ترین کنسرت‌های او با همراهی خواننده ترک «مورات ککیلی» در استانبول ترکیه برگزار شده است.

### حواشی کنسرت‌ها
لغو چندباره کنسرت مشترک «کامران رسول‌زاده» و «مورات ککیلی» در سالهای ۱۳۹۱ و ۱۳۹۲ از حواشی برگزاری کنسرتهای این خواننده بوده است. وی در گفتگوی با سایت موسیقی ما دلیل لغو کنسرت‌ها را بر اساس سازوکار نظارتی در موسیقی کشور، ممنوعیت اجرای یک خواننده خارجی می‌داند و چنین می‌گوید: «براساس سازوکار نظارتی در موسیقی کشور، اجرای یک خواننده خارجی در ایران غیرممکن است»

## جوایز
- کامران رسول‌زاده تاکنون موفق به دریافت دیپلم افتخار جشنواره بین‌المللی شعرِ باکو در کشور آذربایجان شده است. این جشنواره از سوی کانون نویسندگان کشور آذربایجان و با عنوان جشنواره «صد شعر» برگزار شده و به معرفی آثار شاعران کشورهای ایران، ترکیه، روسیه، بلاروس، فنلاند، ازبکستان، آذربایجان و چند کشور دیگر می‌پردازد.[۱۸]

## رادیو و تلویزیون
- کامران رسول‌زاده با حضور در برنامه دورهمی[۱۹] ترانه‌های «به دادم برس» و «درخت» را اجرا کرد. وی پیش از آن در برنامه رادیو هفت شبکه آموزش و برنامه فرهنگی – موسیقایی «چراغ» در رادیو تهران نیز حضور پیدا کرده بود.[۲۰][۲۱]

او همچنین در تاریخ ۲۱ شهریور ۱۴۰۰ به برنامه رادیویی کافه هنر نیز دعوت شد

## نگارخانه

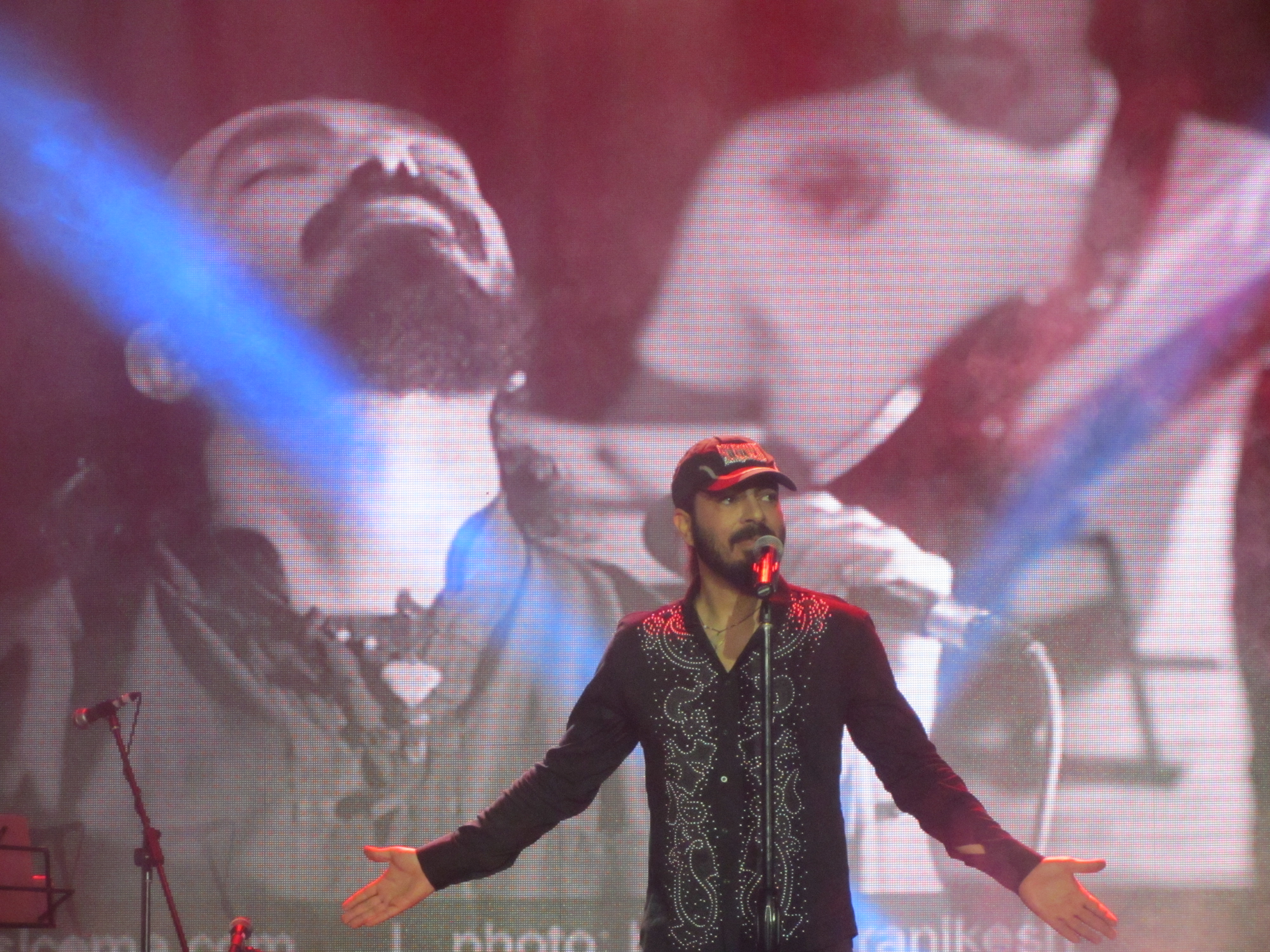
کنسرت کامران رسول‌زاده
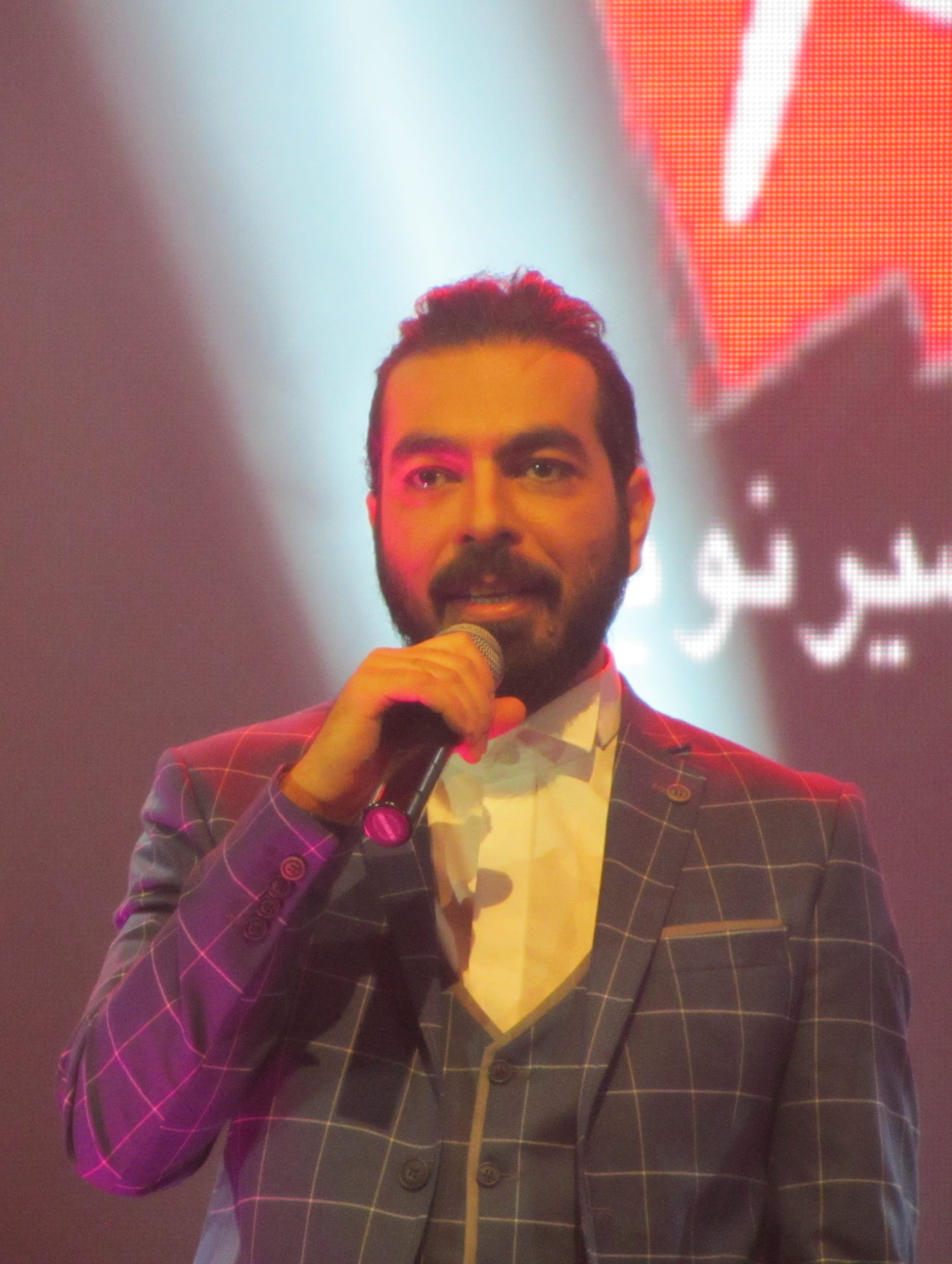
کامران رسول‌زاده